# Kościół św. Doroty w Petrykozach
Kościół św. Doroty w Petrykozach – rzymskokatolicki kościół parafialny w diecezji radomskiej, zlokalizowany we wsi Petrykozy w województwie łódzkim (powiat opoczyński). Funkcjonuje przy nim parafia św. Doroty.

## Historia

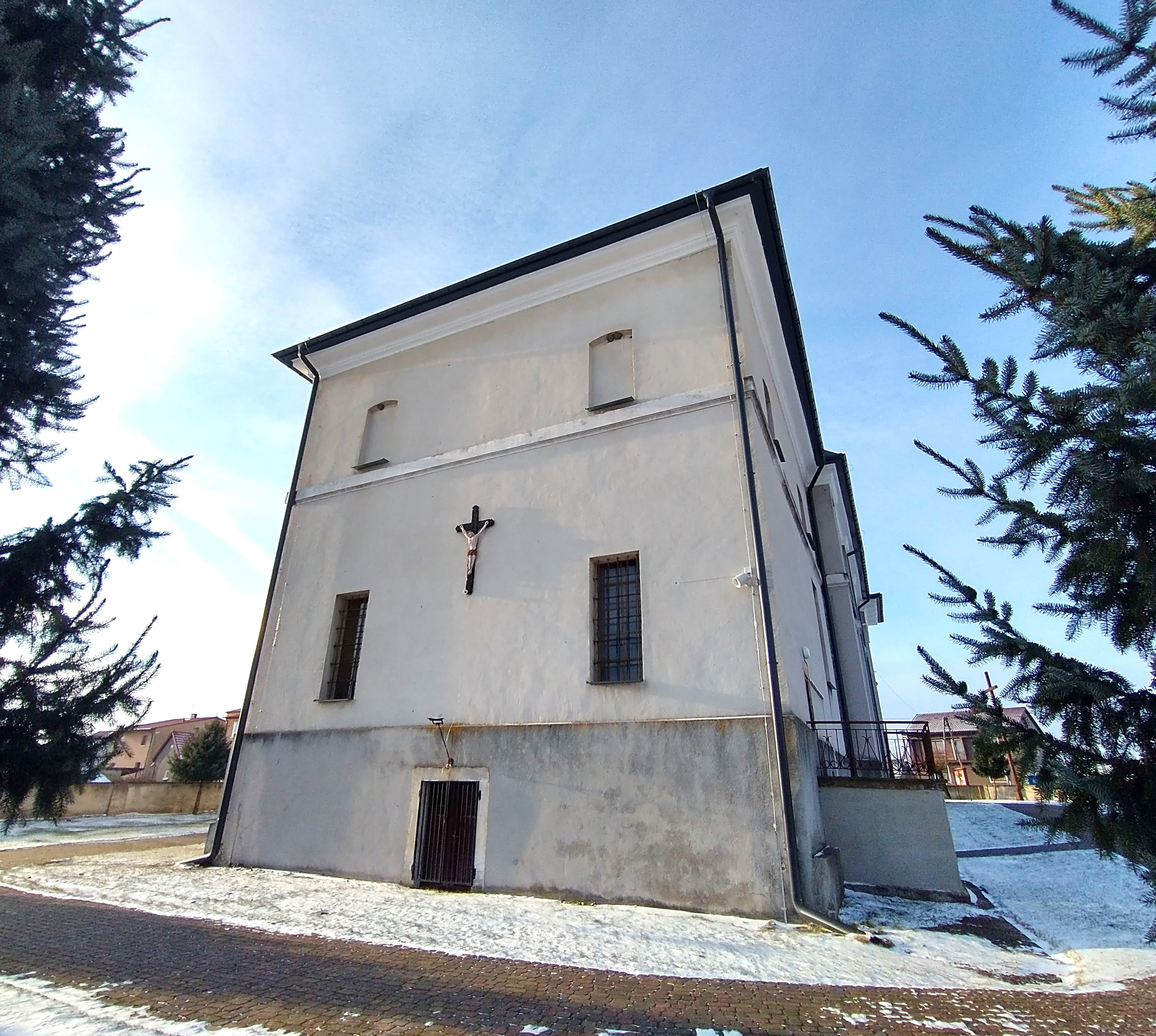
Widok od prezbiterium

Parafię we wsi erygowano w XV wieku i pierwotnie stała tu świątynia drewniana ufundowana przez Petrykowskich herbu Odrowąż. Obiekt ten, wraz z gotyckim krucyfiksem z 1400, spalił się w 1770. 
Budowla obecna wzniesiona została w latach 1791–1795, a jej fundatorem był Stanisław Małachowski, współtwórca zapisów Konstytucji 3 Maja. Świątynia stanowiła wotum za uchwalenie tego przełomowego dla Polski dokumentu. Artystą, który zaprojektował kościół  był nadworny architekt króla Stanisława Augusta Poniatowskiego, Jan Chrystian Kamsetzer. Budowla dedykowana była św. Dorocie i Aniołom Stróżom w 1897 przez biskupa Antoniego Franciszka Ksawerego Sotkiewicza.
Obiekt wymalowano w latach 1972-1974.

## Architektura
Klasycystyczny kościół jest orientowany, jednonawowy, trójprzęsłowy, wzniesiony z żółtego piaskowca pozyskiwanego w okolicy. Kolumny flankujące wejście główne miały być, według Stanisława Staszica, wyciosane z jednej bryły piaskowca. Ma wydzielone prezbiterium i chór, a także niewysoką wieżę od frontu. W wieży wyodrębniono zakrystię i skarbczyk na piętrze. Kościół dysponuje czterema dzwonami. Na największym z nich umieszczony jest napis: Obudź duchy ospałe, upadłe dźwignij wzwyż, złamanym daj serce całe a zmarłym zbawienie zbliż.

## Wnętrze i wyposażenie
Wnętrze kościoła porozdzielane jest pilastrami oraz arkadowymi wnękami. Ponad kolumnami przy wejściu znajduje się tablica z łacińską inskrypcją z mosiężnych i pozłacanych liter o treści: DOMUS ORATIONIS MDCCXCI (pol. Dom Modlitwy 1791).
Wyposażenie jest klasycystyczne. Należą doń m.in. ołtarze, ambona, organy, stalle i konfesjonały. W głównym ołtarzu wisi XVIII-wieczny obraz włoskiego artysty Tommaso Maria Sciaccy. Przedstawia on Najświętszą Maryję Pannę trzymającą klęczące Dzieciątko Jezus, które unosi wzrok w górę, do obłoków, na których znajdują się Bóg Ojciec i Duch Święty. Dodatkowo na obrazie namalowano św. Józefa, św. Jana Chrzciciela i dwóch aniołów. Ten sam artysta namalował obrazy w ołtarzach bocznych (św. Doroty i Aniołów Stróżów).

## Otoczenie
Plac wokół kościoła otoczony jest murem z kamienia, w którym umieszczona jest brama oraz trzy furtki, w tym jedna do plebanii. W obrębie tego placu znajdował się w przeszłości drewniany krzyż misyjny z maja 1907. Do 1952 po lewej stronie wejścia głównego stał również pomnik wdzięczności dla cara za uwłaszczenie chłopów 2 marca 1863. Ksiądz Klemens Słapczyński usunął go z terenu kościelnego i przeniósł na plac po przeciwnej stronie drogi, na wprost głównego wejścia do świątyni.

## Galeria

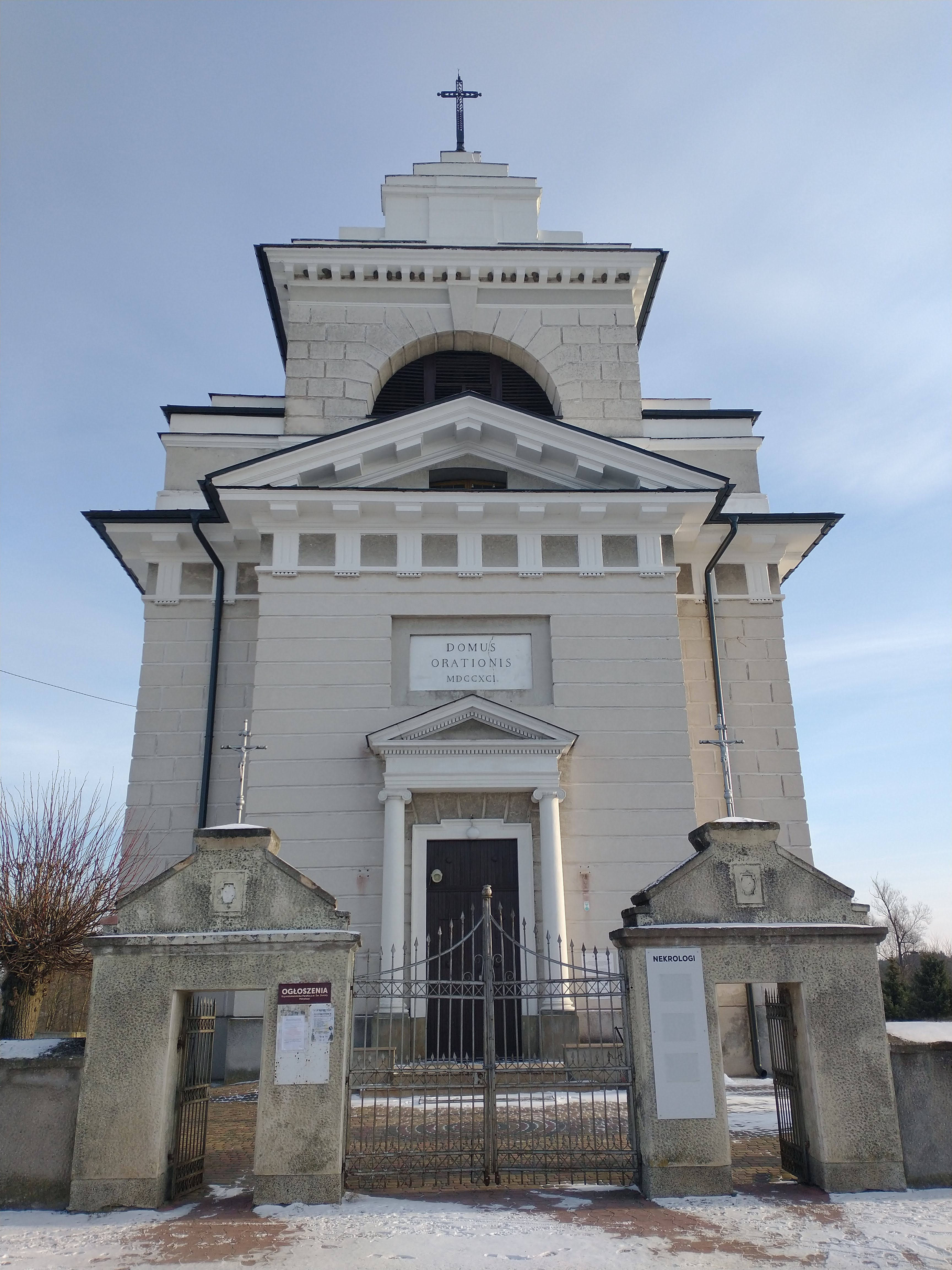
Elewacja główna
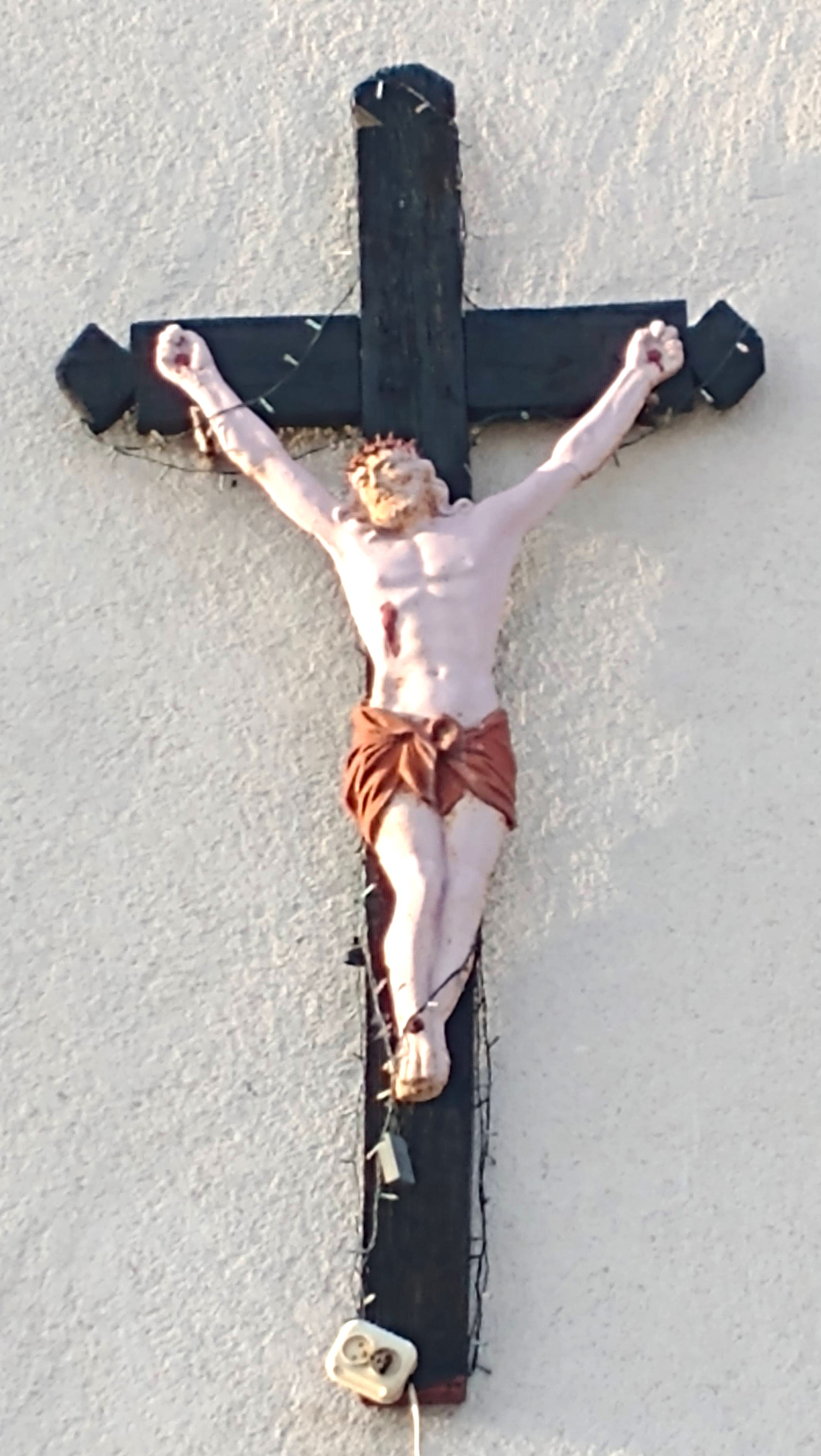
Krucyfiks